# امیرهوشنگ قطعه‌ای
امیرهوشنگ قطعه‌ای (زاده ۷ فروردین ۱۳۱۵ – درگذشته ۱۸ دی ۱۳۹۰) دوبلور و بازیگر ایرانی بود. فرزند وی شروین قطعه‌ای نیز دوبلور است. امیر قطعه ای دیپلم خود را در سال ۱۳۳۳ از دبیرستان فیروز بهرام تهران و در رشتهٔ ادبی و نیز فوق دیپلم خود را در رشتهٔ علوم انسانی دریافت نمود. فعالیت‌های هنری خود را از سال ۱۳۳۲ با بازی در فیلم مشهدی عباد اثر صمد صباحی آغاز نمود. پس از اخذ دیپلم به استخدام بانک ملی درآمد و تا سال ۱۳۳۶ در شعبهٔ اراک مشغول به کار بود.
او کار دوبله را از سال ۱۳۳۷ در استودیو شهاب با گویندگی در فیلم تیزوک و مدیریت دوبلاژ را از سال ۱۳۴۲ آغاز کرد. جزو گروهی بود که در سال ۱۳۴۰ نخستین سریال تلویزیونی در ایران را دوبله کردند. در استودیوهای تلویزیون فیلم، گویا و کاسپین، توژ، پاسیفیک سریال‌هایی چون: دکتر کیلدر، داستان هفته، پیگرد، روزهای زندگی، زنده یا مرده، تسخیرناپذیران، اسمیت و جونز و خلبانان اسپنسر و کدبانو هیزل، هیلی بیلی‌ها و… را مدیریت نمود، به جای: استیو مک کویین، رابرت کالپ، جیمز گارنر، بیل بیکسبی، سامی دیویس، ژرار دوپاردیو، نیک نولتی، ویلم دافو، بن کینگزلی و بسیاری دیگر گویندگی کرده است. از جمله کارهای معروف او می‌توان به کارتون بلفی و لی‌لی‌بیت اشاره کرد. در سال ۱۳۵۶ در فیلم دام نامرئی اثر فریبرز صالح به ایفای نقش پرداخت.
صدای او بسیار قابل تغییر و انعطاف‌پذیر بود و یکی از هنرهای وی نیز به‌شمار می‌رفت به‌طور مثال صدای اسمیگل در ارباب حلقه‌ها توسط او خلق شده است.
قطعه‌ای از اواخر سال ۱۳۸۸ به علت مشکلات قلبی و عروقی فعالیت کمتری داشت و سرانجام در تاریخ ۱۸ دی ۱۳۹۰ درگذشت.

## نقش‌های شاخص
استیو مک‌کوئین، لی ماروین، سامی دیویس، مارتین لارنس، مارتین شین، نیک نولتی، مل فرر، ژرار دوپاردیو، بن کینگزلی، ویلم دافو، دنیس هاپر، جیمز گارنر، رابرت کالپ، ویکتور مک لاگلن و…

## دوبله
آرزوهای بزرگ، دیوید کاپرفیلد، سه‌گانه‌های مرد عنکبوتی و جان‌سخت، دالاس، چشم طلایی، سفر شگفت‌انگیز، دنیا کافی نیست شمال ۶۰، روزهای زندگی و انیمیشن‌های گوریل انگوری، پروفسور بالتازار، بلفی و لی‌لی‌بیت، دختری به نام نل، قطار سریع‌السیر فون راین، ماسک،
- ساعت شلوغی.....کریس تاکر
- ساعت شلوغی ۲.....کریس تاکر
- ساعت شلوغی ۳.....کریس تاکر
- پول حلال مشکلاته.....کریس تاکر
- پسران بد.....مارتین لارنس
- پسران بد ۲.....مارتین لارنس
- احمق و احمق‌تر.....جف دانیلز
- اسلحه مرگبار ۳
- اسلحه مرگبار ۴
- فیلم ترسناک ۳

## کارتون
راوی و مدیریت کارتون پرفسور بالتازار
راوی و مدیریت کارتون بارباپاپا
راوی و (مدیر دوبلاژ) کارتون دختری به نام نل
راوی و مدیر دوبلاژ سریال کارتون سرزمین کوچولوها
راوی و مدیر دوبلاژ سریال کارتون جیمبو

## سرپرست گویندگان
- گل (۱۳۶۷)
- جستجو در شهر (۱۳۶۴)
- کفش‌های میرزا نوروز (۱۳۶۴)
- میلاد (۱۳۶۳)
- برنج خونین (۱۳۶۰)
- خونبارش (۱۳۵۹)
- جان‌سخت ۴ (۲۰۰۷) دوبلهٔ صدا و سیما[۱]
- آرزوهای بزرگ (دیوید لین)
- دلقک دربار (نورمن پاناما)
- ایزی رایدر (دنیس هاپر)
- کاتین (آندری وایدا)
- مرد آرام (جان فورد)
- هر چه قوی تر باشند به زمین‌می‌خورند (مارک رابسون)
- آخرین هورا (جان فورد)
- اسلحه مرگبار ۳
- اسلحه مرگبار ۴
- وکیل مدافع شیطان